# جوجي ناكاتا
جوجي ناكاتا (中田譲治 ناكاتا جوجي) (اسمه الحقيقي هيتوشي ناكاتا (中田均志 ناكاتا هيتوشي)) هو ممثل ياباني ولد في 22 أبريل 1954 في طوكيو.

## أدواره في الأنمي

### مسلسلات أنمي تلفزيونية
- الرقيب كيرورو - العريف غيرورو
- بلود+ - أمشيل غولدسميث
- هلسينغ - ألوكارد
- سولتي راي - روي ريفانت
- غانكوتسوؤو - الكونت مونتي كريستو
- ناباري نو أو - توجورو هاتوري
- ناروتو - باكي
- ناروتو شيبودن - باكي
- بيسميكر كوروغاني - هيجيكاتا توشيزو
- إلفن ليد - باندو
- كود غياس: لولوش الثائر - ديتهارت ريد
- كود غياس: لولوش الثائر R2 - ديتهارت ريد
- سول إيتر - فرعون
- لاينباريل الحديدي - كونيو إيشيغامي
- كوروزوكا - موساشيبو بينكي
- فيت/ستاي نايت - كيري كوتوميني
- فيت/ستاي نايت Unlimited Blade Works - كيري كوتوميني
- فيت/زيرو - كيري كوتوميني
- فيت/كاليد لاينر بريزما إليا دراي!! - طاهي الرامن
- رؤيا إسكافلوني - فولكين
- تنجن توبا جورين لاجان - ماجين، روسيو المسن
- ترانسفورمرز سايبرترون - ميغاترون/غالفاترون
- غينتاما - دوشين
- كينيتشي: التلميذ الأقوى - بيرسيركر
- برج درواغا 〜the Aegis of URUK〜 - درواغا
- جانجريف - راد كارافل/راد الكلب المسعور
- كانان - سائق التاكسي
- غوين ساغا - ليناس
- كوروكامي - شنايدر
- داركر ذان بلاك: جوزاء النيزك - جون سميث
- كاوبوي بيبوب - إم بي يو
- ساموراي تشامبلو - موموتشي غينسا
- دانس إن ذا فامباير باند - وولفغانغ
- Angel Beats! - والد أياتو ناوي
- حفيد نوراريهيون - غيوكي
- حفيد نوراريهيون: عاصمة الشياطين - غيوكي
- هايسكول اوف ذا ديد - سويتشيرو تاكاغي
- إندكس معينة خاصة بالسحر II - أوما ياميساكا
- ميري آكلة الأحلام - جون دو/تشيسر
- بنغويندرام - المدير
- لوغ هورايزون - نيانتا
- لوست يونيفرس - ستارغيزر
- كود:بريكر - رئيس الوزراء فوجيوارا
- تيلز أوف ذي أبيس - فان غرانتس
- غوغوري! كوكوري-سان - شيغاراكي
- تيرافورمارز - ألكسندر غوستاف نيوتن
- ساموراي واريورز - إيي-ياسو توكوغاوا
- ون بيس - هوردي جونز
- فايري تايل - كيس
- ووركينغ!! - هيوغو أوتوؤو
- ووركينغ'!! - هيوغو أوتوؤو
- ووركينغ!!! - هيوغو أوتوؤو
- أص الديناري - إيجيرو ساكاكي
- أنا ساكاموتو - أستاذ كاكوتا
- كونكريت ريفولوتيو: فنتازيا الخوارق THE LAST SONG - العقيد كارولكو وايلدر
- عروس الساحر - عين الرماد
- غولدن كاموي - توشيزو هيجيكاتا
- بوبتيبيبيك - بيبيمي (الحلقة 12B)
- أماغي بريليانت بارك - روبروم التنين الأحمر
- سيرك كاراكوري - بانتالوني
- الخطايا السبع المميتة: غضب الحراس - كيوزاك
- بيرسونا 5 ذي أنيميشن - سوجيرو ساكورا
- المحقق كونان - كوشي نامويا (سر الرسالة الغامضة)

### أنمي الإنترنت
- نينجا سلاير فروم أنيميشن - ياكوزا تنغو
- سورد غاي ذي أنيميشن - آمون أوغاتا

### أوفا أنمي
- ساكورا تايسن: إكول دو باريس - ساقي

### أفلام أنمي
- تسوباسا كرونيكل: أميرة بلد أقفاص الطيور - الملك
- X - كوساناغي شيو
- سلسلة أفلام حدود الفراغ
  - حدود الفراغ: الفصل الثاني «دراسة القتل (الجزء الأول)» - سورين أرايا
  - حدود الفراغ: الفصل الرابع «كهف الدير» - سورين أرايا
  - حدود الفراغ: الفصل الخامس «لولب التناقض» - سورين أرايا
  - حدود الفراغ: الفصل السادس «تسجيل النسيان» - سورين أرايا
  - حدود الفراغ: الفصل السابع «دراسة القتل (الجزء الثاني)» - سورين أرايا
- فيت/ستاي نايت: Unlimited Blade Works - كيري كوتوميني
- سلسلة أفلام فيت/ستاي نايت Heaven's Feel
  - فيت/ستاي نايت Heaven's Feel: الفصل الأول: presage flower - كيري كوتوميني
  - فيت/ستاي نايت Heaven's Feel: الفصل الثاني: lost butterfly - كيري كوتوميني
- سلسلة أفلام توا نو كوؤن
  - توا نو كوؤن: الفصل الأول «البتلة الرغوية» - آلفا
  - توا نو كوؤن: الفصل الثاني «رقصة الفوضى» - آلفا
  - توا نو كوؤن: الفصل الثالث «عقوبة الأوهام» - آلفا
  - توا نو كوؤن: الفصل الرابع «القلق القرمزي» - آلفا
  - توا نو كوؤن: الفصل الخامس «عودة القاهر» - آلفا
  - توا نو كوؤن: الفصل السادس «الأبد الأبدي» - أآلفا
- بيسميكر كوروغاني: الإيمان - هيجيكاتا توشيزو
- بيسميكر كوروغاني: الصديق - هيجيكاتا توشيزو

## أدواره في ألعاب الفيديو
- سول كاليبر IV - آلغول
- سلسلة كينغدوم هارتس
  - كينغدوم هارتس II - لوكسورد
  - كينغدوم هارتس 358/2 دايز - لوكسورد
- مارفل فرسس كابكوم 3 - ألبرت ويسكر
- ألتيميت مارفل فرسس كابكوم 3 - ألبرت ويسكر
- سلسلة تيكن
  - تيكن - كازويا ميشيما
  - تيكن 2 - كازويا ميشيما
  - تيكن 3 - كازويا ميشيما
  - تيكن تاغ تورنمنت - كازويا ميشيما
- سلسلة ألعاب غيلتي جير
  - غيلتي جير 2 أوفرتشر - سول بادغاي
  - غيلتي جير XX - سول بادغاي (Λ CORE PLUS؛ طور القصة)
  - غيلتي جير Xrd - سول بادغاي
- تيلز أوف ذي أبيس - فان غرانتس
- كيرورو آر بي جي: الفارس والمحارب والقرصان الأسطوري - العريف غيرورو
- ساموراي واريورز 4 - كين-شين أوئي-سوغي، إيي-ياسو توكوغاوا
- سلسلة ألعاب القنفذ سونيك
  - سونيك أدفنشر - إي-102 غاما
  - سونيك لوست ورلد - زافوك
- بيرسونا 5 - سوجيرو ساكورا
- بيرسونا 5 رويال - سوجيرو ساكورا

## أدواره في الدبلجة اليابانية
- 300 - الملك ليونيداس
- جمال أمريكي - بادي كين
- كفى حديثا - ألبرت

## وصلات خارجية
- جوجي ناكاتا على موقع IMDb (الإنجليزية)
- جوجي ناكاتا على موقع ميوزك برينز (الإنجليزية)
- جوجي ناكاتا على موقع قاعدة بيانات الفيلم (الإنجليزية)
- جوجي ناكاتا على موقع ANN person (الإنجليزية)